# Konstantine Bagration-Grouzinski
Constantin IV
Konstantine Petrovitch Bagration-Grouzinski (géorgien : კონსტანტინე გრუზინსკი), dit Constantin IV de Géorgie (1915-1939), fut un prince géorgien du XXe siècle.
Né en 1915 en Géorgie (alors dans l'Empire russe), Konstantine était le fils du prince Papuna Alexandrovitch Bagration-Gruzinsky, prince de Kartl-Kakhétie, et de la fille (ou divorcée) d'un dénommé Oboladzé ; ou soit d'une dénommée Thamar Alexandrovna Dekazonishvili, de quarante ans sa cadette (ces deux femmes pouvant bien être une seule et même personne). La date de mariage des parents du prince Konstantine semble inconnue des historiens.
À la Révolution russe de 1917, sa famille fut expropriée de ces domaines comme d'autres grandes familles nobles georgiennes, qui nombreuses pour leur part choisirent l'exil. Konstantine Bagration-Grouzinski fut néanmoins reconnu chef de la maison royale des Bagration (ou roi titulaire de Géorgie) par les monarchistes géorgiens[réf. nécessaire] à la mort de son père, le 3 février 1922. Il est alors âgé d'à peine 7 ans.
Il trouve la mort, précocement, en 1939 à l'âge de 24 ans.
Konstantine Bagration-Grouzinski fut l'avant-dernier prétendant incontesté au trône de Géorgie, à qui succéda son frère cadet Petre Bagration-Grouzinski, qui sera en concurrence, à partir de 1957, avec son cousin le prince Irakli Bagration de Mukhrani, duc de Moukhran (en exil en Espagne), quand celui-ci se proclame à sa place chef de la maison royale Bagration et roi titulaire de Géorgie, avec le soutien de la majorité des monarchistes géorgiens.